# Anungitea fragilis
Anungitea fragilis är en svampart som beskrevs av B. Sutton 1973. Anungitea fragilis ingår i släktet Anungitea och familjen Venturiaceae.   Inga underarter finns listade i Catalogue of Life.